# وایر (آلمان)
وایر (به آلمانی: Weyer) یک شهر در آلمان است که در Verbandsgemeinde Loreley واقع شده‌است.